# Абзановский сельсовет (Зианчуринский район)
Абзановский сельсовет — муниципальное образование в Зианчуринском районе Башкортостана.

## История
Согласно «Закону о границах, статусе и административных центрах муниципальных образований в Республике Башкортостан» имеет статус сельского поселения.

## Население
| 2002  | 2009  | 2010  | 2012  | 2013  | 2014  | 2015  |
| ----- | ----- | ----- | ----- | ----- | ----- | ----- |
| 2556  | ↗2710 | ↘2211 | ↘2175 | ↘2106 | ↘2044 | ↘1962 |
| 2016  | 2017  |       |       |       |       |       |
| ↘1918 | ↘1867 |       |       |       |       |       |

## Состав сельского поселения
| № | Населённый пункт  | Тип населённого пункта       | Население |
| - | ----------------- | ---------------------------- | --------- |
| 1 | Абзаново          | село, административный центр | ↘882      |
| 2 | Башкирская Чумаза | деревня                      | ↘404      |
| 3 | Иткулово          | деревня                      | ↘383      |
| 4 | Мухамедьяново     | деревня                      | ↘146      |
| 5 | Алибаево          | деревня                      | ↘139      |
| 6 | Юлдыбаево         | деревня                      | ↘137      |
| 7 | Ниязгулово        | деревня                      | ↘119      |